# Rengsjötjärnen
Rengsjötjärnen är en sjö i Härjedalens kommun i Härjedalen och ingår i Ljusnans huvudavrinningsområde. Sjön har en area på 0,0665 kvadratkilometer och ligger 346,1 meter över havet. Sjön avvattnas av vattendraget Rengan.

## Delavrinningsområde
Rengsjötjärnen ingår i det delavrinningsområde (687711-143469) som SMHI kallar för Utloppet av Rengsjön. Medelhöjden är 383 meter över havet och ytan är 16,33 kvadratkilometer. Det finns inga avrinningsområden uppströms utan avrinningsområdet är högsta punkten. Rengan som avvattnar avrinningsområdet har biflödesordning 2, vilket innebär att vattnet flödar genom totalt 2 vattendrag innan det når havet efter 232 kilometer. Avrinningsområdet består mestadels av skog (66 procent) och sankmarker (27 procent). Avrinningsområdet har 0,48 kvadratkilometer vattenytor vilket ger det en sjöprocent på 3 procent.